# Mecoacán 2da. Sección
Mecoacán 2da. Sección är en ort i Mexiko.   Den ligger i kommunen Jalpa de Méndez och delstaten Tabasco, i den sydöstra delen av landet, 600 km öster om huvudstaden Mexico City. Mecoacán 2da. Sección ligger 11 meter över havet och antalet invånare är 1 807.
Terrängen runt Mecoacán 2da. Sección är mycket platt. Runt Mecoacán 2da. Sección är det ganska tätbefolkat, med 172 invånare per kvadratkilometer. Närmaste större samhälle är Jalpa de Méndez, 11,7 km söder om Mecoacán 2da. Sección. Trakten runt Mecoacán 2da. Sección består till största delen av jordbruksmark.